# Козловський Володимир Іванович
Володимир Іванович Козловський (1867–1930) — український живописець.

## Біографія
Народився у 1867 році. У 1890-х роках брав участь у виставках київського ТЗХ. На п'ятій виставці ТПРХ у 1894 році експонував два пейзажі.
З 1914 року був одним із членів-засновників Товариства художників-киян. У 1918 році брав участь у благодійній виставці на користь студентів, влаштованій у Київському університеті. Автор численних побутових сцен, міських і сільських краєвидів.
Помер у 1930 році. Похований в Києві на старій частині Байкового кладовища.
А. Коваленський. Про всяку всячину. Київ, Культура, 1930. [Архівовано 10 Квітня 2015 у Wayback Machine.]